# Gmina Helsinge
Gmina Helsinge (duń. Helsinge Kommune) była w latach 1970-2006 (włącznie) jedną z gmin w Danii w okręgu Frederiksborg Amt. 
Siedzibą władz gminy było miasto Helsinge. 
Gmina Helsinge została utworzona 1 kwietnia 1970 na mocy reformy podziału administracyjnego Danii. Po kolejnej reformie w 2007 r. weszła w skład gminy Gribskov.

## Dane liczbowe
- Liczba ludności: (♀ 9700 + ♂ 9773) = 19 473
  - wiek 0-6: 9,0%
  - wiek 7-16: 14,0%
  - wiek 17-66: 65,0%
  - wiek 67+: 12,0%
- zagęszczenie ludności: 134,3 osób/km² (2004)
- bezrobocie: 3,9% osób w wieku 17-66 lat
- cudzoziemcy z UE, Skandynawii i USA: 132 na 10 000 osób
- cudzoziemcy z krajów Trzeciego Świata: 200 na 10 000 osób
- liczba szkół podstawowych: 6 (liczba klas: 95)